# Severin Hacker
Severin Hacker (* 6. Juli 1984 in Zug) ist ein Schweizer Informatiker und Mitgründer sowie Chief Technology Officer (CTO) von Duolingo.

## Biographie
Hacker studierte an der ETH Zürich. In einem Interview aus dem Jahr 2020 gab er an, dass Gaming eine grosse Rolle bei seinem Interesse an Informatik gespielt hat: «Was mich ursprünglich zu Computern hingezogen hat, waren Videospiele und der Wunsch, eigene Spiele zu bauen und zu verstehen, wie diese Spiele gebaut werden. Ich war irgendwie besessen.»
Er erhielt 2006 seinen B.Sc. in Informatik von der ETH Zürich. Danach zog er nach Pittsburgh, um an der Carnegie Mellon University zu studieren, wo er 2009 gemeinsam mit Luis von Ahn Duolingo gründete. 2014 erhielt er seinen Ph.D. in Informatik von der Carnegie Mellon University.

## Gründung von Duolingo
Ursprünglich wollten Hacker und sein ehemaliger Doktorvater Luis von Ahn eine Anwendung entwickeln, die Internetseiten übersetzen konnte, damit sie für Nicht-Englischsprachige zugänglich wären. Sie waren der Meinung, dass automatische Übersetzungssoftware nicht so effektiv sei wie die Fähigkeiten und Kenntnisse zweisprachiger Sprecher. Während Hackers Doktorarbeit entstand Duolingo als Nebenprodukt dieser Idee. Hackers Ziel für Duolingo war es, «100 % kostenlos» zu sein, damit auch die benachteiligtsten Personen mit Internetanschluss immer noch darauf zugreifen können.

### Duolingo
Hacker und sein Doktorandenteam nutzten maschinelles Lernen, um Duolingo für jeden Benutzer zu personalisieren. Insbesondere wollten sie vorhersagen, welche Sprachkonzepte der Benutzer zu vergessen drohte. 2012 zeigte eine Studie amerikanischer Universitäten, dass 34 Stunden Lernen auf Duolingo einem ganzen Semester eines Sprachkurses an der Universität entsprachen. 2015 begannen Hacker und von Ahn damit, Übersetzungen zu verkaufen, beispielsweise an die spanische Tech-News-Gruppe von CNN.

### Philosophie
Hackers «Philosophy» besteht aus zwei Teilen: Lernen soll Spass machen und die Motivation soll dabei hoch bleiben. Mit Duolingo möchte Hacker den Benutzern die Möglichkeit geben, ihr «Bleib dran»-Kontingent zu erhöhen, was bedeutet, dass sie die Lernzeit und den Schwierigkeitsgrad des Kurses anpassen können. Eine weitere Idee, die aus Hackers Philosophie abgeleitet wurde, war die Anwendung von Gamification auf Duolingo. Dabei wurden Spielelemente und -prinzipien anstelle von Lernwerkzeugen aus dem Klassenzimmer auf den Kurs angewendet.

## Weitere Entwicklungen
- IAM Robotics, ein Robotikunternehmen mit Schwerpunkt auf autonomer Auftragserfüllung.
- ViaHero, ein Reiseplanungsdienst zur Erstellung personalisierter Reiserouten.
- Brainbase, eine Plattform, die Unternehmen dabei hilft, ihr geistiges Eigentum zu verwalten und zu monetarisieren.
- Gridwise, eine App, die Informationen zum Fahrerbedarf in der gesamten Stadt bereitstellt.
- Abililife, ein Unternehmen, das Technologien zur Unterstützung von Parkinson-Patienten entwickelt.[10]

## Auszeichnungen und Ehrungen
- Im Jahr 2014 erhielt Hacker den Crunchie Award für das beste Startup.[11]
- Im Jahr 2014 wurde Hacker in die Liste der «Top-Innovatoren unter 35» des MIT Technology Review aufgenommen.[9]
- Im Jahr 2016 erhielten Hacker und Luis von Ahn den Tech 50 Award.[12]
- Im Jahr 2019 erhielt Hacker die Auszeichnung «Entrepreneur of the Year» von One Young World.[13]